# Nadzeja Drozd
Nadzeja Pjatroŭna Drozd (in bielorusso Надзея Пятроўна Дрозд?; Babrujsk, 8 marzo 1983) è un'ex cestista bielorussa.
Alta 172 cm, giocava come guardia.

## Carriera
Con la Bielorussia ha disputato i Campionati europei del 2007 e i Campionati mondiali del 2014.